# Juan Hospital
Juan Hospital (ur. 1895, zm. 21 sierpnia 1956) – argentyński piłkarz, grający podczas swojej kariery na pozycji napastnika. 

## Kariera klubowa
Juan Hospital podczas piłkarskiej kariery w latach 1912-1921 występował w Racing Club de Avellaneda. Z Racingiem ośmiokrotnie zdobył mistrzostwo Argentyny w 1913, 1914, 1915, 1916, 1917, 1918, 1919, 1921.

## Kariera reprezentacyjna
W reprezentacji Argentyny Hospital występował w latach 1912-1916. W reprezentacji zadebiutował 1 grudnia 1912 w wygranym 3-1 towarzyskim meczu z Urugwajem. W 1916 wystąpił w pierwszych oficjalnych Mistrzostwach Ameryki Południowej. Na turnieju w Argentynie był rezerwowym i nie wystąpił w żadnym meczu. 
Ostatni raz w reprezentacji Hospital wystąpił 12 lipca 1916 w wygranym 1-0 towarzyskim meczu z Chile. Ogółem w barwach albicelestes wystąpił w 5 meczach. 
| Mecze i gole w reprezentacji | Mecze i gole w reprezentacji | Mecze i gole w reprezentacji | Mecze i gole w reprezentacji | Mecze i gole w reprezentacji | Mecze i gole w reprezentacji | Mecze i gole w reprezentacji |
| #                            | Data                         | Miasto                       | Przeciwnik                   | Gol                          | Wynik                        | Rozgrywki                    |
| ---------------------------- | ---------------------------- | ---------------------------- | ---------------------------- | ---------------------------- | ---------------------------- | ---------------------------- |
| 1.                           | 01.12.1912                   | Montevideo                   | Urugwaj                      |                              | 3:1                          | towarzyski                   |
| 2.                           | 09.07.1913                   | Avellaneda                   | Urugwaj                      |                              | 2:1                          | Copa Sáenz Peña              |
| 3.                           | 26.10.1913                   | Montevideo                   | Urugwaj                      |                              | 0:1                          | Copa Newton                  |
| 4.                           | 12.09.1915                   | Montevideo                   | Urugwaj                      |                              | 0:2                          | Copa Newton                  |
| 5.                           | 12.07.1916                   | Buenos Aires                 | Chile                        |                              | 1:0                          | towarzyski                   |